# Wings of the Legend
A Wings of the Legend a JAM Project 51. kislemeze. A dalok a PlayStation 3-ra megjelent 2nd Super Robot Wars Original Generations játék opening és ending dalai. A kislemez a 37. helyet érte el az Oricon chart single listán, 3 hétig volt fent, és 3.112 példányt adtak el belőle.

## Dalok listája
1. Wings of the legend 6:32
2. Babylon 3:55
3. Wings of the legend (off vocal) 6:32
4. Babylon (off vocal) 3:51

## Oricon chart pozíciók
| Mon | Tue | Wed | Thu | Fri | Sat | Sun | Week Rank | Sales |
| --- | --- | --- | --- | --- | --- | --- | --------- | ----- |
| -   | 34  | 26  | 44  | 36  | 37  | -   | 37        | 2,106 |
| -   | -   | -   | -   | -   | -   | -   | 95        | 709   |
| -   | -   | -   | -   | -   | -   | -   | 186       | 297   |

Összes eladás: 3,112